# O-Jay
O-Jay (* 15. Februar 1965 in West-Berlin; eigentlich Olaf Jeglitza) ist ein deutscher Songschreiber, Musikproduzent und Rapper. Er ist auch Mitbegründer und zeitweise Frontmann der Band Real McCoy.

## Biographie
O-Jay wurde 1965 in Berlin geboren. Nach Absolvierung der Grund- und Realschule erlernte er mit 16 die Fotografie an der Berufsfachschule für Design, dem Lette-Verein in Schöneberg. Mit 18 arbeitete er als selbständiger Fotodesigner, zwei Jahre später wurde er zunächst Assistent und später Leiter der Fotoabteilung in einer Berliner Werbeagentur.
Seit 1980 war O-Jay in die zu diesem Zeitpunkt aufkommende Berliner Hip-Hop-Bewegung als Breakdancer involviert und nannte sich The Mighty Crash. Später wurde er Mitbegründer der Imperial Nation Berlin. Zusammen mit Frank "Quickmix" Hassas veröffentlichte er 1986 das erste deutsche Hip-Hop-Fanzine Freshbeat Magazin und produzierte die  Freshline Radio Show. 1988 gründete er, ebenfalls mit Quickmix, das Label Freshline Records.

### 1983 bis 1987
Bereits 1983 produzierte O-Jay den Kurzfilm Just an Illusion im Rahmen einer Abschlussarbeit während seiner Ausbildung am Lette-Verein. Im folgenden Jahr, 1984, kam es dann zu einer Zusammenarbeit an einem weiteren Filmprojekt mit dem deutschen Produzenten und Musiker Jens Kuphal. Eine aus dieser Zusammenarbeit resultierende Idee, eine erste Platte zu produzieren, wurde zwar umgesetzt, jedoch nie veröffentlicht.
1985 begann O-Jay mit dem Berliner D.J. Quickmix zu arbeiten. Zunächst gaben die beiden sich den Namen 2 Make Music. Als sie kurz darauf aber mit dem deutschen Produzenten und Musiker Micky Wolf kollaborierten und der Rapper The A (Aram Mouchegh) zu ihrem Team stieß, änderten sie ihren Namen in Masterplan.
1987 kam es zur Veröffentlichung ihrer ersten Platte We Wanna Be Stars (Masterplan). Es war die erste Veröffentlichung eines deutschen Künstlers auf dem US Hip-Hop-Label Select Records (im Vertrieb von SPV). Trotz einer ausgedehnten Promotion Tour in Deutschland wurde die Platte kein kommerzieller Erfolg, jedoch war es für O-Jay der Einstieg ins Musikgeschäft. Ende 1987 kam es noch zu einer weiteren Produktion mit Micky Wolf für das neu gegründete Label des Münchener P1-Clubs, bei dem O-Jay und Quickmix mitwirkten (Tribute).

### 1988 bis 1992
1988 löste sich Masterplan auf, und Quickmix und O-Jay gründeten die Hip-Hop-Electro-Gruppe The Alliance. Ihre erste Produktion Action! wurde auf ihrem eigenen Label Freshline Records veröffentlicht. In Zusammenarbeit mit dem Berliner Vertrieb 99 Records konnten sie etwa 20.000 Einheiten verkaufen. Im gleichen Jahr wurde die Platte an die Plattenfirma ZYX Records weiterlizenziert, ein erhoffter Charteinstieg blieb jedoch aus.
Nach weiteren Veröffentlichungen auf ihrem Label kam es zum ersten Vertriebs-Deal mit Rough Trade Records.
1989 kam es zu einer Auftragsproduktion für das Label ZYX Music. Diese wollte eine Rap-Version des Technotronic-Klassikers Pump Up the Jam haben. Quickmix und O-Jay holten sich eine Studiosängerin und produzierten den Titel, der unter dem Namen M.C. Sar & The Real McCoy (Pump Up the Jam - Rap) in den deutschen Top 100 Single Charts bis auf Platz 16 kletterte.
Durch diesen ersten Chart-Erfolg kam es 1990 dann auch zu einem neuen Labelvertrag zwischen der neu gegründeten Freshline Records Musikproduktion GmbH und ZYX. Quickmix und O-Jay gründeten die Freshline GmbH zusammen mit dem Inhaber eines kleinen Berliner Studios (Jürgen Wind), bei dem Quickmix und O-Jay bereits ihr erstes Masterplan-Demo aufgenommen hatten. Neben diversen Produktionen, Remixes und Projekten wurden auch weitere Titel unter dem Namen M.C. SAR & The Real McCoy in der Zeit von 1990 bis 1992 veröffentlicht. Der Follow-Up It’s on You schaffte es 1990 bis auf Platz 11 in den deutschen Top 100 Single Charts.
Gegen Ende 1992 kam es zu einer ersten Krise bei Freshline, da sich der erhoffte Erfolg bei weiteren Produktionen nicht einstellen wollte. O-Jay begann nun auch wieder, nebenbei als Fotograf zu arbeiten und bei anderen Projekten als Songschreiber mitzuwirken.

## Diskografie
| Künstler                               | Titel                                                                  | Jahr | Tätigkeit                                    |
| -------------------------------------- | ---------------------------------------------------------------------- | ---- | -------------------------------------------- |
| Masterplan                             | We Wanna Be Stars / C’Mon ...                                          | 1987 | Produzent / Songschreiber / Künstler         |
|                                        |                                                                        |      |                                              |
| Captain Hollywood & B.P.M.             | Tribute / JayBee                                                       | 1988 | Produzent / Künstler                         |
| The Alliance                           | Action!                                                                | 1988 | Produzent / Songschreiber / Künstler         |
| The Admirers                           | Come Into My Life – Rap (Memento vom 8. Juli 2011 im Internet Archive) | 1988 | Produzent / Künstler                         |
| The Alliance                           | Action! - Remix                                                        | 1988 | Produzent / Songschreiber / Künstler         |
| The Admirers                           | Come into My Life - Rap (Re-Release)                                   | 1988 | Produzent / Künstler                         |
| The Alliance                           | Action! - Remix (Re-Release)                                           | 1988 | Produzent / Songschreiber / Künstler         |
|                                        |                                                                        |      |                                              |
| D.J. Chrizz                            | Hui Buh                                                                | 1989 | Produzent                                    |
| The Alliance                           | Sweat                                                                  | 1989 | Produzent / Songschreiber / Künstler         |
| EMCEE                                  | We're Cruisin’                                                         | 1989 | Produzent / Songschreiber / Künstler         |
| The Admirers                           | Tonite                                                                 | 1989 | Produzent / Songschreiber / Künstler         |
| The All-Stars                          | Hello Babe                                                             | 1989 | Produzent / Künstler                         |
| Michael L. Williams                    | That Feelin’                                                           | 1989 | Produzent                                    |
| Quickmix feat. La Rose                 | Love Is in the House                                                   | 1989 | Produzent / Songschreiber / Künstler         |
| The Deep                               | Curtain                                                                | 1989 | Produzent                                    |
| Berlin Adler                           | Touchdown                                                              | 1989 | Produzent / Songschreiber                    |
| Rap IV Rap                             | Keep on Movin’ Rap                                                     | 1989 | Produzent / Künstler                         |
| M.C. Sar & The Real McCoy              | Pump Up the Jam Rap                                                    | 1989 | Produzent / Künstler                         |
|                                        |                                                                        |      |                                              |
| Rap IV Rap                             | Let’s Come Together                                                    | 1990 | Produzent / Songschreiber / Künstler         |
| Masterplan                             | Stars                                                                  | 1990 | Produzent / Songschreiber / Künstler         |
| M.C. Sar & The Real McCoy              | It’s on You                                                            | 1990 | Produzent / Songschreiber / Künstler         |
| M.C. Sar & The Real McCoy              | It’s on You - Remix                                                    | 1990 | Produzent / Songschreiber / Künstler         |
| The Admirers                           | Got to Get Rap                                                         | 1990 | Produzent / Songschreiber / Künstler         |
| M.C. Sar & The Real McCoy              | It’s on You - The Re-Remix                                             | 1990 | Produzent / Songschreiber / Künstler         |
| The Admirers                           | Out on a Limb                                                          | 1990 | Produzent / Künstler                         |
| M.C. Sar & The Real McCoy feat. Sunday | Don’t Stop                                                             | 1990 | Produzent / Songschreiber / Künstler         |
| M.C. Sar & The Real McCoy              | It’s on You - UK-Remix                                                 | 1990 | Produzent / Songschreiber / Künstler         |
| Patsy                                  | Dreamin’                                                               | 1990 | Produzent / Songschreiber / Künstler         |
| Sugar Daddy                            | Are You Ready?                                                         | 1990 | Produzent / Songschreiber                    |
| Jamtronik                              | Another Day in Paradise - Remix                                        | 1990 | Produzent / Songschreiber / Künstler Feature |
|                                        |                                                                        |      |                                              |
| Jay Rapper                             | Wake Up                                                                | 1991 | Produzent / Songschreiber / Künstler         |
| M.C. Sar & The Real McCoy              | Make a Move!                                                           | 1991 | Produzent / Songschreiber / Künstler         |
| Rap IV Rap                             | Hold You Tight - Rap                                                   | 1991 | Produzent / Songschreiber / Künstler         |
| PRO-A                                  | Trance                                                                 | 1991 | Produzent / Songschreiber / Künstler         |
| M.C. Sar & The Real McCoy              | No Showbo                                                              | 1991 | Produzent / Künstler                         |
| Construction                           | Oh Girl!                                                               | 1991 | Produzent                                    |
| Hype-a-delics                          | So What!                                                               | 1991 | Produzent / Songschreiber / Künstler Feature |
| Lucky Nineties                         | Ohh la la la                                                           | 1991 | Produzent / Songschreiber / Künstler         |
|                                        |                                                                        |      |                                              |
| M.C. Sar                               | Let’s Talk About Love                                                  | 1992 | Produzent / Songschreiber / Künstler         |
| Cold as Ice feat. Eboni                | ¡ Urgent !                                                             | 1992 | Produzent                                    |
| Construction                           | Sex Is Like Fire                                                       | 1992 | Produzent / Songschreiber                    |
| Kirk Smith                             | Rise & Shine                                                           | 1992 | Produzent                                    |